# Чех, Максим Сергеевич
Макси́м Серге́евич Чех (укр. Максим Сергійович Чех, род. 3 января 1999, Красная Поляна, Донецкая область) — украинский футболист, полузащитник клуба «Оболонь».

## Клубная карьера
В клубной академии донецкого «Шахтёра» с 2008 года. В составе команд до 14 и до 15 лет дважды становился чемпионом Украины. За команду до 19 лет дебютировал в возрасте 16 лет. В турнирах УЕФА дебютировал 8 декабря 2015 года против французского «ПСЖ» (5:2) в матче группового турнира Юношеской лиги УЕФА.

## Карьера в сборной
26 октября 2015 года дебютировал за сборную Украины (до 17 лет) в отборочном матче чемпионата Европы против Молдавии (1:1). В 2019 году поехал с командой U-20 на молодёжный чемпионат мира в Польше, с которой стал чемпионом мира.

## Достижения
«Карпаты» (Львов)
- Серебряный призёр Первой лиги Украины: 2023/24

Сборная Украины
- Чемпион молодёжного чемпионата мира: 2019

## Награды
- Орден «За заслуги» III степени (2019)[3]